# پرده‌ها (فیلم ۱۹۸۳)
«پرده» (انگلیسی: Curtains) فیلمی در ژانر ترسناک و اسلشر است که در سال ۱۹۸۳ منتشر شد. از بازیگران آن می‌توان به جان ورنن، سامانتا اگار، میکائیل وینکات، لیندا ثورسن و مائوری چایکین اشاره کرد.